# Knowhere
Knowhere, traducido como Sapiencial en España, es un lugar ficticio que aparece en los cómics estadounidenses publicados por Marvel Comics y medios relacionados. Se representa como la enorme cabeza cortada de un antiguo ser celestial, que sirve como encrucijada interdimensional y como observatorio científico.
Knowhere aparece en las películas de acción en vivo del Universo cinematográfico de Marvel Thor: The Dark World (2013), Guardianes de la Galaxia (2014), Avengers: Infinity War (2018), así como en la serie animada de Disney+, ¿Qué pasaría si...?, en el especial The Guardians of the Galaxy Holiday Special (2022) y volverá a aparecer en Guardianes de la Galaxia vol. 3 (2023).

## Desarrollo
Cuando se les preguntó sobre cómo se les ocurrió la idea, Abnett y Lanning, creadores del planeta, dijeron:

Sinceramente, solo se nos ocurrió. La cabeza cercenada de un Celestial era, creo, algo que salió de la mente de Andy un día. De manera similar, una mañana, dije "¿qué tal un perro ruso que habla?" Trabajamos con esas ideas y las desarrollamos juntos. Es difícil precisar exactamente dónde se originan.

## Características generales
Ubicado dentro de lo que parece ser una cabeza cortada de un Celestial flotando cerca del Rasgido (el borde exterior extremo de todo el espacio-tiempo sin ubicación física específica), Knowhere actúa como un puerto de escala improvisado y observatorio del destino final del universo para los viajeros intergalácticos de todas las especies y de todas las épocas. Apareció por primera vez en Nova #8 (2007) y en Annihilation: Conquest. La estación es administrada por su jefe de seguridad, Cosmo, un perro espacial soviético telepático y telequinético originalmente perdido en la órbita terrestre en los años 1960.
Knowhere mantiene instalaciones menores para una observación minuciosa del fin del universo, un salón principal, un mercado y otros servicios como el bar Starlin's. Cosmo asigna pulseras de "pasaporte" especiales que permiten el transporte instantáneo a y desde cualquier lugar en el universo por medio de la "Corteza Continua" del Celestial difunto, ubicada en el tronco cerebral, desde donde los sensores también pueden detectar alteraciones sutiles en el espacio-tiempo ocurridas fuera del Rasgido en el universo mayor. Facilitado por Cosmo y Richard Rider, Knowhere es utilizada como base de operaciones para los nuevos Guardianes de la Galaxia.
Los orígenes de Knowhere son inciertos. No se sabe cómo habría aparecido la cabeza cortada de un Celestial al final del universo, y qué tipo de fuerzas posiblemente podrían decapitar al alienígena parecido a un dios. Abnett y Lanning han dicho que el origen es "Un misterio que tendrá que esperar por ahora, ¡pero es algo grande!" Lo que se sabe es que Knowhere deriva inexorablemente más cerca del final del espacio-tiempo y que, en algún momento, dejará de existir. Es posible que el Celestial fuera uno de los muchos destruidos por la híper-arma Matadioses.
Mientras le contaba su origen a Eddie Brock, el Dios Simbionte Knull reveló que él fue quien mató al Celestial cuya cabeza se convirtió en Knowhere con el uso de All-Black The Necrosword y usó su cabeza para crear más simbiontes.

## Otras versiones
Durante la historia de Secret Wars, Knowhere se muestra como la Luna que órbita el Mundo de Batalla. Su origen dice que Knowhere es la cabeza de un celestial que vino a recoger al Mundo de Batalla, pero fue asesinado en la pelea por el emperador de Dios Doom y su cabeza sigue en órbita alrededor del planeta como un recordatorio del poder de Doom.

## En otros medios

### Televisión
Knowhere aparece en la serie de 2016 Guardianes de la Galaxia. Al igual que en los cómics, Cosmo el perro espacial sirve como jefe de seguridad cuando se encuentra por primera vez con Rocket Raccoon y Groot. Aparece por primera vez en el episodio "El camino a Knowhere" con el fin de vender un artículo robado de Korath el Perseguidor en su mercado. Es aquí que Star-Lord aprende que él es parte-Spartoi. Durante la lucha entre los Guardianes de la Galaxia, el grupo de Korath el Perseguidor y los Ravagers, Knowhere comienza a cobrar vida y atrapa a todos.

### Universo cinematográfico de Marvel
Knowhere aparece en medios ambientados en el Universo cinematográfico de Marvel. Esta versión sirve como sede del Coleccionista, en la que su Corporación Tivan extrae material celular para venderlo en el mercado negro.
- Knowhere aparece por primera vez en la película de acción real Thor: The Dark World (2013), en la que los asgardianos Sif y Volstagg le dan al Coleccionista la Gema de la Realidad para que la guarde.
- En la película de 2014 Guardianes de la Galaxia,[10][11] Gamora, Peter Quill, Drax, Rocket y Groot visitan Knowhere para vender un orbe al Coleccionista y descubrir que contiene la Gema de Poder.
- En la película Avengers: Infinity War (2018), Gamora, Quill, Drax y Mantis viajan a Knowhere para enfrentarse a Thanos antes de que pueda tomar la Gema de la Realidad, pero no logran detenerlo.
- Knowhere aparece en la serie animada de Disney+ ¿Qué pasaría si...? (2021) episodio "¿Qué pasaría si... T'Challa se convirtiera en un Star-Lord?".
- Screen Rant ha sugerido que Knowhere aparecerá nuevamente en la película de Marvel 2021, Eternals.[12]
- En The Guardians of the Galaxy Holiday Special (2022), los Guardianes, junto con su nuevo miembro, Cosmo, renuevan Knowhere después de los eventos de Infinity War antes de realizar una celebración navideña para Quill.[1]
- En la película Guardianes de la Galaxia vol. 3 (2023),[13]los Guardianes han logrado hacer de Knowhere su cuartel general. Más tarde lo utilizan como una nave espacial móvil para combatir al Alto Evolucionador. Después de derrotarlo y rescatar a sus cautivos, Drax y Nebula dejan a los Guardianes para criar a los cautivos del Alto Evolucionador en Knowhere.

### Videojuegos
- Knowhere aparece como una ubicación en el videojuego Disney Infinity: Marvel Super Heroes.
- Knowhere aparece como una etapa en Marvel vs. Capcom Infinite, donde se fusiona con la tercera luna de la serie, Strider, para convertirse en Knowmoon.[14]
- Knowhere aparece como una ubicación en el videojuego Marvel's Guardians of the Galaxy donde Cosmo es el jefe de seguridad.[15]
- Knowhere aparece como escenario de batalla en el videojuego Marvel Contest of Champions.